# Tiptronic

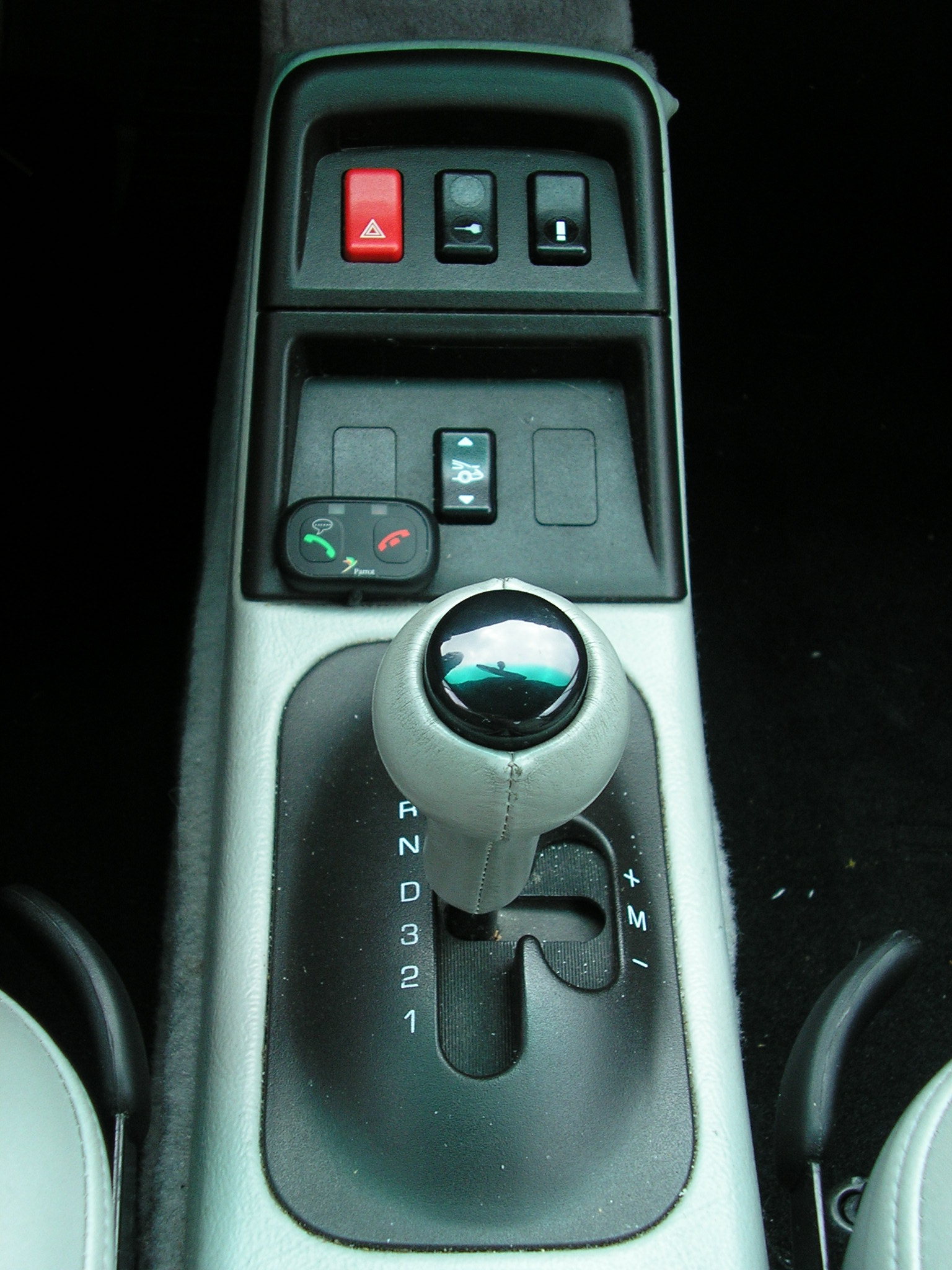
Volič automatické převodovky Tiptronic

Tiptronic je automatická převodovka vyvinutá automobilkou Porsche a montovaná do vozů v rámci koncernu Volkswagen. Tiptronic nabízí plně automatický režim se třemi odlišnými způsoby řazení v závislosti na způsobu a stylu jízdy. Volba jednoho z těchto režimů probíhá buď automaticky, na základě vyhodnocování způsobu jízdy řídicí jednotkou převodovky (funkce Fuzzy Logic), nebo stiskem příslušného tlačítka řidičem. Lze tak volit režimy sportovní, komfortní a ekonomický. Vedle plně automatického řazení jednotlivých rychlostních stupňů je možná i manuální funkce řazení, a to pohyby voliče vpřed a vzad. Volič ovšem musí být v k tomu odpovídající poloze.
Tiptronic je velice citlivý na údržbu a i když samotní výrobci tvrdí, že je bezúdržbový, není to pravda. Převodovka obsahuje olejový filtr, který je nutno měnit zároveň s olejem. Protože tam, kde dochází ke tření vznikají i malé kovové částečky. Včasnou výměnou oleje se dá významně prodloužit životnost převodovky. Kontrolní šroub oleje se nachází vespod převodovky. Slouží jednak k naplnění a jednak ke kontrole. Kontrola se provádí při nastartovaném vozu, s voličem převodových stupňů v poloze P. Je tedy nutné zajistit vodorovnou polohu, nejlépe na velkém heveru. Olej po uvolnění kontrolního šroubu musí vytékat, pokud ne, je třeba jej doplnit. U zajetých vozů se olej doporučuje měnit po cca 40–60 tisících kilometrech.
Existuje pár zásad, na které je třeba si dát pozor:
- Při couvání a následné jízdě vpřed je nutné vyčkat, až se automobil zcela zastaví a teprve poté voličem změnit jízdní režim pro jízdu vpřed.
- Vozidlo vybavené převodovkou tiptronic se nesmí táhnout na trase delší než 50 km a zároveň pouze do rychlosti 50 km/h. Převodovka v tomto režimu není zcela správně chlazena, hrozí tedy její spálení.
- Při demontáži převodovky je nutné si uvědomit, že hydrodynamický měnič je přišroubován k setrvačníku, nestačí tedy vyšroubovat šrouby mezi převodovkou a blokem motoru, ale také šrouby mezi měničem a setrvačníkem. Toto se provádí prostorem vzniklým po odmontování startéru.

Vozidla s převodovkou tiptronic jsou vybavena multifunkčním ukazatelem převodových stupňů. Jedná se vlastně o display mezi otáčkoměrem a rychloměrem. Za normálních okolností je vždy rozsvícen jeden z možných právě navolených převodových stupňů:
- P – parking
- R – reverse
- N – neutral
- D – drive
- S - sport
- 1 – bude zařazen pouze 1. převodový stupeň
- 2 – bude zařazen maximálně 2. převodový stupeň
- 3 – bude zařazen maximálně 3. převodový stupeň
- +/- značí manuální režim převodovky
- S značí sportovní režim

Pokud se za jízdy či po startu rozsvítí všechny symboly, převodovka se nachází v nouzovém režimu a je nutná návštěva servisu s následným připojením k diagnostickému zařízení.